# 里德爾群島
65°39′S 64°33′W / 65.650°S 64.550°W
里德爾群島（英語：Riddle Islands），是南極洲的群島，位於葛拉漢地西岸，處於查維斯島西南端，由英國探險隊繪入地圖，現時由南極條約體系管理。